# El Zancudo
El Zancudo är en ort i Mexiko.   Den ligger i kommunen Puerto Vallarta och delstaten Jalisco, i den centrala delen av landet, 600 km väster om huvudstaden Mexico City. El Zancudo ligger 42 meter över havet och antalet invånare är 547.
Terrängen runt El Zancudo är platt åt nordväst, men åt sydost är den kuperad. Runt El Zancudo är det tätbefolkat, med 319 invånare per kvadratkilometer. Närmaste större samhälle är Puerto Vallarta, 19,7 km söder om El Zancudo. Omgivningarna runt El Zancudo är en mosaik av jordbruksmark och naturlig växtlighet.